# Grzegorz Sudoł

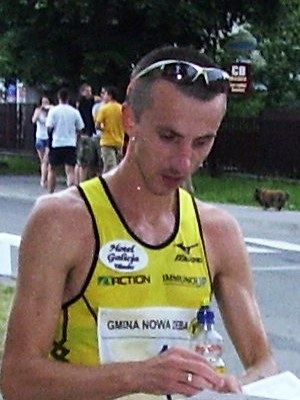
Grzegorz Sudoł

Grzegorz Arkadiusz Sudoł (* 28. August 1978 in Nowa Dęba) ist ein polnischer Geher, der 2010 über 50 Kilometer Zweiter der Europameisterschaften war.

## Leistungen
Sudoł war 1996 Siebter im 10.000-Meter-Bahngehen bei den Juniorenweltmeisterschaften. 2002 gewann er seinen ersten Polnischen Meistertitel im 50-Kilometer-Gehen und belegte bei den Europameisterschaften in München den zehnten Platz. Nach einem siebten Platz bei den Olympischen Spielen 2004 wiederholte er bei den Europameisterschaften 2006 seinen zehnten Platz von 2002. 2007 und 2008 gewann er erneut die Polnische Landesmeisterschaft über 50 Kilometer, 2008 gewann er zusätzlich über 20 Kilometer. Bei den Olympischen Spielen 2008 erreichte er den neunten Platz über 50 Kilometer. Im Jahr darauf ging er bei den Weltmeisterschaften in Berlin nach der dopingbedingten Disqualifikation des Russen Sergei Kirdjapkin auf den dritten Platz und stellte dabei in 3:42:34 Stunden eine neue persönliche Bestzeit auf. Bei den Europameisterschaften 2010 in Barcelona erreichte er mit 3:42:24 Stunden den zweiten Platz hinter dem Franzosen Yohann Diniz.
Sudołs Wettkampfgewicht beträgt 63 Kilogramm bei einer Körpergröße von 1,76 Metern. Der für Krakau startende Geher ging 2005 in 1:21:03 Stunden seine Bestzeit über 20 Kilometer.